# Майер, Николай
Николай Майер (дат. Nicolai Meyer; род. 21 июля 1993, Фредериксхавн, Северная Ютландия) — датский хоккеист, нападающий. Игрок сборной Дании и клуба «Вена Кэпиталз». Участник нескольких чемпионатов мира.

## Карьера
Воспитанник клуба «Фредериксхавн Уайт Хоукс». В 17 лет нападающий переехал в Швецию, однако закрепиться в клубе SHL «Мальмё Редхокс» он не смог. После возвращения на родину Майер провел несколько сезонов за датские команды. В 2016 году он вернулся в Швецию, где выступал во второй по силе лиге страны.

## Сборная
Николай Майер вызывался с юношеские и молодежные сборные страны. В 2017 году он впервые сыграл за Данию на взрослом Чемпионате мира, который проходил в Германии. Через два года он во второй раз был вызван в национальную команду на мировое первенство в Словакии.